# Marcgravia trianae
Marcgravia trianae là một loài thực vật có hoa trong họ Marcgraviaceae. Loài này được Baill. mô tả khoa học đầu tiên năm 1872.